# Giske (Adelsgeschlecht)
Giske war ein norwegisches Adelsgeschlecht, das von Torberg Arnesson aus dem noch älteren Geschlecht der Arnmødling und Ragnhild, der Tochter von Erling Skjalgsson auf Sola, dem mächtigen Feind Olav des Heiligen, begründet wurde. Torberg selbst hielt dennoch zu Olav, folgte ihm ins Exil und nahm an dessen Seite an der Schlacht von Stiklestad teil, wo er verwundet wurde.
Þóra, eine ihrer Töchter, heiratete 1047 König Harald Hardråde und wurde so zur Stammmutter des nachfolgenden Königsgeschlechts. Der Sohn Øysteinn Orre fiel 1066 in der Schlacht von Stamford Bridge, ein anderer Sohn, Ogmund auf Giske war Vater von Skofte Ogmundsson, dem ersten norwegischen Kreuzfahrer. Er starb 1103 in Rom. Dessen Sohn Pål Skofteson nahm seinen Wohnsitz auf Giske, doch dessen Tochter Tora heiratete in das Adelsgeschlecht Rein ein. Påls Sohn Nikolas Pålsson Kuvung († 1217) war Gefolgsmann des Königs Magnus Erlingsson und spielte eine große Rolle im Bürgerkrieg zwischen Birkebeinern und König Magnus. Der Sohn von Nikolas, Pål Flida, war Anhänger von Herzog Skule Bårdsson, dessen Sohn Pétur stand dagegen auf der Seite von König Håkon. Aber ihm wurde misstraut, er stehe in Wahrheit auf Seiten Skúlis. Mit dessen Sohn Nikolas starb das Giske-Geschlecht 1265 im Mannesstamm aus. Sein Grundbesitz ging durch die Ehe der Tochter Margrete Nikolasdatter mit Bjarne Erlingsson in das jüngere Bjarkøy-Geschlecht über.